# ディアナ・ステラート
ディアナ・ステラート＝デュデク（Deanna Stellato-Dudek、1983年6月22日 - ）は、アメリカ合衆国イリノイ州出身、カナダ代表の女性フィギュアスケート選手（女子シングル、ペア）。パートナーはマキシム・デシャン、元パートナーはネイサン・バーソロメイ。
2024年世界選手権優勝。1999-2000シーズンのJGPファイナル女子シングル優勝者。

## 人物
2014年にコンサルタントの男性と結婚した。
父の両親はイタリア・カラブリア州出身、母の両親はイタリア・アブルッツォ州出身である。

## 経歴
イリノイ州のパークリッジに生まれた。1998-1999シーズンの全米選手権のノービスクラスで優勝し注目を集めた。翌1999-2000シーズンよりISUジュニアグランプリに参戦し、JGPスケートスロベニアでは5位に終わったものの、JGPピルエッテンでISUジュニアグランプリ初優勝を飾り、そのままの勢いでJGPファイナルを制した。2000年全米選手権にはシニアクラスで出場し9位となり、世界ジュニア選手権アメリカ代表に初選出された。世界ジュニア選手権では同じアメリカのジェニファー・カークに次ぐ2位。
翌2000-2001シーズンよりシニアクラスに参戦し、ISUグランプリシリーズのスケートカナダに出場。カールシェーファーメモリアルでは2位となるが、2001年全米選手権の直前に股関節屈筋を負傷し全米選手権を欠場。その後復帰することなく引退。引退後はエステティックの指導者として働いていた。
2016年7月11日、ネイサン・バーソロメイとのペアで16シーズンぶりに競技に復帰することが発表された。
2016-2017シーズン、ペア結成後初の全米選手権ではピューターメダルを獲得した。
2017-2018シーズン、全米選手権で銅メダルを獲得し四大陸選手権の代表に選出され、5位の成績を収めた。タラ・ケイン/ダニエル・オシェイ組の欠場により、世界選手権への出場を果たすも、SP17位でFSに進むことはできなかった。
2018-2019シーズン、チャレンジャーシリーズには3大会に出場しいずれも表彰台に立った。ロステレコム杯は食中毒による吐き気で大会を棄権した。全米選手権では2年連続で3位だったが、四大陸選手権の代表には選出されなかった。
2019年4月7日、バーソロメイの膝の怪我によりペアを解消した。

## 主な戦績
- マークが付いている大会はISU公認の国際大会。

### ペア

#### カナダ所属
- マキシム・デシャンとのペア（2019–20シーズンから）

| 大会/年              | 2019 -20 | 2020 -21 | 2021 -22 | 2022 -23 | 2023 -24 | 2024 -25 |
| -------------------- | -------- | -------- | -------- | -------- | -------- | -------- |
| 世界選手権           |          |          |          | 4        | 1        | 5        |
| 世界国別対抗戦       |          |          |          | T6/P4    |          | T5/P4    |
| 四大陸選手権         |          |          | 4        | 3        | 1        | 2        |
| GPファイナル         |          |          |          | 4        | 3        | WD       |
| GP中国杯             |          |          |          |          | 1        |          |
| GPフィンランディア杯 |          |          |          |          |          | 1        |
| GPフランス           |          |          |          | 1        |          |          |
| GPスケートカナダ     |          |          |          |          | 1        | 1        |
| GPスケートアメリカ   |          |          |          | 2        |          |          |
| CSネーベルホルン杯   |          |          |          | 1        |          | 2        |
| CSオータムクラシック |          |          | 4        |          | 1        |          |
| CSワルシャワ杯       |          |          | 6        |          |          |          |
| カナダ選手権         | 6        | C        | 3        |          | 1        |          |
| SC Challenge         | 3        | 3        | 1        |          |          |          |
| Quebec Sectionals    | 1        | 1        |          |          |          |          |

#### アメリカ合衆国所属
- ネイサン・バーソロメイとのペア (2016–17シーズンから2018–19シーズンまで)

| 大会/年              | 2016 -17 | 2017 -18 | 2018 -19 |
| -------------------- | -------- | -------- | -------- |
| 世界選手権           |          | 17       |          |
| 四大陸選手権         |          | 5        |          |
| 全米選手権           | 4        | 3        | 3        |
| GPヘルシンキ         |          |          | 6        |
| GPスケートアメリカ   |          | 8        |          |
| CSネーベルホルン杯   |          |          | 3        |
| CSネペラメモリアル   |          |          | 2        |
| CSフィンランディア杯 |          | 6        |          |
| CS USクラシック      |          | 6        |          |
| CSゴールデンスピン   | 6        |          | 3        |

#### 詳細
| 2017-2018 シーズン    |                                                                                |          |          |          |
| 開催日                | 大会名                                                                         | SP       | FS       | 結果     |
| 2018年3月21日 - 25日  | 2018年世界フィギュアスケート選手権（ミラノ）                                   | 17 61.48 | -        | 17       |
| 2018年1月22日 - 27日  | 2018年四大陸フィギュアスケート選手権（台北）                                   | 6 60.93  | 4 117.45 | 5 178.38 |
| 2017年11月24日 - 26日 | ISUグランプリシリーズ スケートアメリカ（レークプラシッド）                     | 8 57.18  | 8 107.82 | 8 165.00 |
| 2017年10月6日 - 8日   | ISUチャレンジャーシリーズ フィンランディア杯（エスポー）                       | 7 50.90  | 6 110.27 | 6 161.17 |
| 2017年9月13日 - 17日  | ISUチャレンジャーシリーズ USインターナショナルクラシック（ソルトレイクシティ） | 4 58.24  | 7 107.12 | 6 165.36 |

| 2016-2017 シーズン   |                                                        |         |          |          |
| 開催日               | 大会名                                                 | SP      | FS       | 結果     |
| 2017年1月14日 - 22日 | 全米フィギュアスケート選手権（カンザスシティ）         | 3 65.04 | 5 108.46 | 4 173.50 |
| 2016年12月7日 - 10日 | ISUチャレンジャーシリーズ ゴールデンスピン（ザグレブ） | 8 48.14 | 5 102.62 | 6 150.76 |

### 女子シングル
| 大会/年               | 1999-00 | 2000-01 |
| --------------------- | ------- | ------- |
| 全米選手権            | 9       |         |
| GPスケートカナダ      |         | 5       |
| KSメモリアル          |         | 2       |
| 世界Jr.選手権         | 2       |         |
| JGPファイナル         | 1       |         |
| JGPピルエッテン       | 1       |         |
| JGPスケートスロベニア | 5       |         |

#### 詳細
| 2000-2001 シーズン  |                                                  |    |    |      |
| 開催日              | 大会名                                           | SP | FS | 結果 |
| 2000年11月1日 - 5日 | ISUグランプリシリーズ スケートカナダ（ミシサガ） | 6  | 5  | 5    |
| 2000年10月4日 - 7日 | 2000年カールシェーファーメモリアル（ウィーン）   | 1  | 2  | 2    |

| 1999-2000 シーズン  |                                                                  |      |    |    |      |
| 開催日              | 大会名                                                           | 予選 | SP | FS | 結果 |
| 2000年3月5日-12日   | 2000年世界ジュニアフィギュアスケート選手権（オーベルストドルフ） | 1    | 1  | 2  | 2    |
| 2000年1月6日-13日   | 全米フィギュアスケート選手権（クリーブランド）                   | -    | 8  | 8  | 9    |
| 1999年12月16日-19日 | 1999/2000 ISUジュニアグランプリファイナル（グダニスク）          | -    | 3  | 1  | 1    |
| 1999年11月11日-14日 | ISUジュニアグランプリ ピルエッテン（ハーマル）                   | -    | 3  | 1  | 1    |
| 1999年10月21日-24日 | ISUジュニアグランプリ スケートスロベニア（ブレッド）             | -    | 12 | 3  | 5    |

## プログラム使用曲
| シーズン  | SP | FS | EX                                        |
| --------- | --- | --- | ----------------------------------------- |
| 2018-2019 | Somewhere 作曲：レナード・バーンスタイン ボーカル：バーブラ・ストライサンド 振付：アンジェリカ・クリロワ | Run to You I Have Nothing ボーカル：ホイットニー・ヒューストン 振付：マリー＝フランス・デュブレイユ、パトリス・ローゾン | ハレルヤ ボーカル：カナディアン・テナーズ |
| 2017-2018 | ハレルヤ ボーカル：カナディアン・テナーズ                                                                | ワン 約束の地 曲：U2 |                                           |
| 2016-2017 | カナディアン・テナーズ・メドレー                                                                         | バレエ『火の鳥』より 作曲：イーゴリ・ストラヴィンスキー                                                                 |                                           |